# Salle de prière de Pesterzsébet
 (février 2025).
Si vous disposez d'ouvrages ou d'articles de référence ou si vous connaissez des sites web de qualité traitant du thème abordé ici, merci de compléter l'article en donnant les références utiles à sa vérifiabilité et en les liant à la section « Notes et références ».
La Salle de prière de Pesterzsébet (en hongrois : Pesterzsébeti imaház) est une synagogue située dans le 20e arrondissement de Budapest.